# تفسیر قرآنی و زبان عرفانی
تفسیر قرآنی و زبان عرفانی کتابی از پل نویا است که در آن نویسنده به اصطلاحات عرفانی می‌پردازد.
نویا در این کتاب، بسط و تکامل زبان و تفکر عارفان را تحت‌تأثیر زبان قرآن و مفاهیم آن می‌داند. به باور او، تجربهٔ عرفانی مبنای تفسیر قرآن قرار گرفته و سپس زبان قرآن برای بیان این تجارب به‌شکل مستقل استفاده شده‌است.

## نقد
دانیل ژیماره معتقد است این کتاب مرحله نوینی در مطالعات عرفان اسلامی است.
این کتاب را از مهم‌ترین کتاب در زمینهٔ زبان عرفانی دانسته‌اند.

## ترجمهٔ فارسی
این کتاب با ترجمهٔ اسماعیل سعادت در سال ۱۳۷۳ منتشر و در مراسم کتاب سال جمهوری اسلامی ایران به‌عنوان کتاب شایسته تقدیر معرفی شد.